# سد جامیشان
سد جامیشان، یکی از سدهای ایران هست که در ۸٫۵ کیلومتری جنوب غربی شهر سنقر قرار دارد این سد در قدیم جز زمین های آبی جامیشان علیا بوده است سفرجو نام داشت هم‌اکنون این منطقه بطور کامل به زیر سد جامیشان رفته است

## مشخصات
نوع سد: سنگریزه‌ای با هستهٔ رسی است.
طول تاج این سد ۲۷۷/۶۰متر و ارتفاع آن از پی: ۵۸ متر و ارتفاع از بستر: ۵۳ متر است.
حجم بدنه این سد: 	۱/۰۸ میلیون متر مکعب، حجم مخزن در شرایط نرمال ۶۲/۸۰ میلیون متر مکعب، و حجم مفید آن ۵۳/۱۸ میلیون متر مکعب است.